# Killer’s Bodyguard
Killer’s Bodyguard (engl. Originaltitel The Hitman’s Bodyguard) ist eine US-amerikanische Actionkomödie des Regisseurs Patrick Hughes aus dem Jahr 2017. Ryan Reynolds und Samuel L. Jackson spielen die Hauptrollen. Die Premiere im deutschen Fernsehen fand am 11. November 2019 im ZDF unter dem Titel Der Killer & sein Bodyguard statt.

## Handlung
Michael Bryce ist ein „exklusiver 1A-Personenschützer“ und gehört zu den besten seines Handwerks. Sein großer Erfolg als Bodyguard basiert auf umfassender Vorbereitung, dem Bedenken aller Eventualitäten und langsamem, bedachtem Vorgehen – nebst seinen enormen Fähigkeiten im Nahkampf und der Schusswaffennutzung, die er als Agent der CIA erlernt hat. Als er den japanischen Waffenhändler Kurosawa durch London zu seinem Privatjet geleiten soll, geht zunächst alles gut – bis Kurosawa, bereits im Flugzeug sitzend, aus großer Entfernung durch einen Kopfschuss getötet wird. Bryce verliert sein Renommee.
Zwei Jahre später hat der ehemalige Spitzen-Bodyguard zwar keine seiner überragenden Fähigkeiten eingebüßt, muss sich aber mit wenig schmeichelhaften Jobs begnügen. Die Schuld für seinen beruflichen Abstieg gibt er seiner Ex-Freundin Amelia Roussel, da er glaubt, sie habe den Namen seiner Schutzperson und seinen Plan aus Karrieregründen verraten. Amelia hat inzwischen als Agentin bei Interpol Karriere gemacht und wird mit ihrem ersten wichtigen Auftrag betraut: Sie soll den inhaftierten Auftragskiller Darius Kincaid von Manchester nach Den Haag eskortieren. Dort soll Kincaid vor dem Internationalen Strafgerichtshof gegen Vladislav Dukhovich, den diktatorisch regierenden Präsidenten von Belarus, aussagen. Dukhovich wird des Völkermordes angeklagt, doch schaffen es nur wenige Zeugen lebend in den Gerichtssaal; handfeste Beweise fehlen vollständig. Kincaid wiederum behauptet, Beweise für diverse Massaker vorbringen zu können. Als Gegenleistung soll seine angeblich unschuldige Frau Sonia ihr Gefängnis in Amsterdam verlassen dürfen.
Der Gefangenen-Konvoi samt einigen Interpol-Agenten und Kincaid wird in Coventry durch die Schergen Dukhovichs gewaltsam aufgehalten, wobei nur Amelia und Kincaid dem Feuergefecht entkommen können. Kincaid, der Amelia dabei mehrfach das Leben rettet, wird angeschossen; beide können sich jedoch in ein nahegelegenes Safehouse retten. Dort versorgt Kincaid seine Wunde, während Amelia die einzige Person zur Hilfe ruft, der sie vertrauen kann: Michael Bryce. Bryce soll ihren Auftrag zu Ende ausführen, da sie bei Interpol einen Verräter vermutet und daher die regulären Kräfte der Behörde nicht hinzuziehen kann. Doch auf Grund einer gemeinsamen Vergangenheit – Kincaids Zielpersonen standen des Öfteren unter Bryces Schutz – müssen sich die beiden erst einmal zusammenraufen, um ihr Ziel Den Haag erreichen zu können.
Auf Grund ihrer unterschiedlichen Arbeitsweisen streiten sich die Kontrahenten ständig: Bryce bevorzugt eine stille, unauffällige Flucht vor Dukhovichs Männern, während Kincaid sich lieber weitere Schießereien mit diesen liefert und so noch mehr Gefolgsleute auf sich zieht. Dabei nimmt er ein Handy an sich, das die Verfolger orten können. So sind ihnen die ausschweifenden Routen über abgelegene Landstraßen, die Bryce zur Vorsicht fährt, bekannt. Die letzten Meter zur Fähre legen die beiden Profis als Anhalter in einem Kleinbus voller Nonnen zurück, die mit Kincaid fröhlich singen und klatschen. Am Hafen angekommen stellt Kincaid seinem – gegenüber der Fröhlichkeit verständnislosen – Beschützer eine, wie er meint, philosophische Frage: Wer von ihnen sei denn nun der Böse? Derjenige, der wirklich böse Menschen tötet, oder der, der die wirklich bösen Menschen beschützt? Im weiteren Gesprächsverlauf erklärt Kincaid, dass er als Jugendlicher seinen ersten Mord verübt habe – es war eine Racheaktion, nachdem ein Farmer ohne Grund einen Prediger – wie sich später herausstellt, Kincaids leiblichen Vater – zu Tode geprügelt habe. Seitdem morde er zwar selbst und das auch zu seinem eigenen finanziellen Vorteil, allerdings nur Menschen, die seiner eigenen Ansicht nach die „wirklich Bösen“ sind.
Das ungleiche Gespann kommt in Amsterdam an und taucht zunächst in einer alten Wohnung von Bryce unter. Aus dieser verschwindet Kincaid, um seiner inhaftierten Frau einen Korb voller Blumen vor eine Uhr an der Fassade des Rijksmuseum zu stellen, die sie von ihrer Zelle aus sehen kann. Als Bryce Kincaid im Dachstuhl des Museums wiederfindet und zur Rede stellt, wie er nur so unvorsichtig sein könne, antwortet dieser, dass Bryce mit seiner fast schon manischen Vorsicht allen auf die Nerven gehe. Dies sei auch der Grund, weshalb sich Amelia von ihm getrennt habe. Dabei erwähnt Kincaid, dass er es war, der Kurosawa vor zwei Jahren aus über dreihundert Metern Entfernung durch das Flugzeugfenster erschoss. Dabei war der Japaner gar nicht sein eigentliches Ziel: Auf dem Dach eines Hochhauses habe Kincaid auf ein ganz anderes Opfer gewartet und mehr aus Langeweile das Treiben auf dem Flugplatz durch sein Zielfernrohr beobachtet. Als er den zwielichtigen Waffenhändler erkannte – einen der „wirklich bösen Menschen“ –, habe er einfach abgedrückt – dass er auf die Entfernung auch noch traf, überraschte ihn selbst. Als Bryce erfährt, dass sein Lebenswerk und seine umfangreiche Vorbereitung durch einen einzelnen, ungeplanten Glücksschuss zerstört wurden, verlässt er Kincaid und hofft auf den Erfolg von Dukhovichs Männern. Diese verfolgen Kincaid quer durch die Stadt, der in einem Motorboot über die Grachten flüchtet. Nach einer zerstörungsreichen Verfolgungsjagd, an deren Ende Bryce seinem Schützling doch noch zum wiederholten Male das Leben rettet, raufen sich beide wieder zusammen und legen die letzte Etappe nach Den Haag zurück.
Dort angekommen bleibt ihnen nicht viel Zeit, da Dukhovich ansonsten aus Mangel an Beweisen freigesprochen werden müsste. Die scheinbar letzten Männer des Diktators stellen sich den beiden Haudegen in den Weg, doch auch getrennt voneinander können sich Bryce und Kincaid gegen ihre Widersacher behaupten. In letzter Sekunde erreichen sie den Gerichtssaal und Kincaid beginnt seine Aussage. Die Anklagepunkte kann er durch in einer Cloud gespeicherte Bilder belegen, die Dukhovich und seine Männer bei der Hinrichtung unschuldiger Menschen zeigen. Für ähnliche Aufträge sollte auch Kincaid herhalten, der sich jedoch weigerte, Unschuldige zu ermorden. Gerade als Dukhovich verurteilt werden soll, erhebt er sich und erklärt, er als rechtmäßiger Präsident lasse sich nicht durch eine internationale Vereinigung verurteilen, die sein Handeln in seinem Staat nichts angehe. Zum Beweis seiner Macht lässt er vor dem Gerichtshof einen Lastwagen vorfahren, der daraufhin explodiert und das halbe Gebäude in Schutt und Asche legt. In dem ausbrechenden Chaos entwaffnet Dukhovich einen Wachmann und will Kincaid erschießen, doch dessen Bodyguard Bryce wirft sich dazwischen. Kincaid verfolgt den flüchtenden Dukhovich bis aufs Dach, wo sich dieser von einem gekaperten Rettungshubschrauber aufnehmen lassen will, den Kincaid jedoch mit gezielten Schüssen abstürzen lässt. Danach tritt er den auf der Brüstung sitzenden Dukhovich in die Tiefe. Bryce rettet seine Ex-Freundin vor dem Verräter, Interpol-Vize-Präsident Foucher, und wird danach von Sanitätern behandelt, als Kincaid sich von ihm verabschiedet, da er nun wieder ins Gefängnis muss.
Wenige Wochen später berichten die Nachrichten, dass Kincaid ausgebrochen sei. Gemeinsam mit Sonia feiert er ihren Hochzeitstag in der Bar, in der sie sich Jahre zuvor kennenlernten.

## Produktion
Im Mai 2011 erwarb Skydance Media, die Firma von David Ellison, das Drehbuch für den von Tom O’Connor geschriebenen Actionfilm Killer’s Bodyguard. Es war eines der bestbewerteten unproduzierten Drehbücher bei der Black-List-Umfrage 2011. Ursprünglich als Actiondrama geschrieben, erfuhr das Skript nur wenige Wochen vor Drehbeginn innerhalb einer „wilden“ zweiwöchigen Umarbeitung einen Wandel zu einer Komödie.
Gedreht wurde in Europa. Drehorte waren London, Amsterdam, Den Haag und Sofia. In Sofia wurden die Szenen in der U-Bahn und die Verfolgungsjagd im Kanalbett gedreht, die im Film in den Niederlanden spielen. Für die Außenaufnahmen des internationalen Strafgerichtshofes in Den Haag diente das Gebäude der Nationalbank in Sofia. Weitere Aufnahmen entstanden in den bulgarischen Nu-Boyana-Filmstudios, darunter der Überfall auf den Gefangenentransport in den Straßen von Coventry.

## Rezeption

### Kritik
Insgesamt wurde Killer’s Bodyguard von den Kritikern als eine Actionkomödie nach bekanntem Schema eingeordnet. Die Chemie zwischen den Hauptdarstellern Ryan Reynolds und Samuel L. Jackson wurde gelobt; deren witzig-absurde verbale Schlagabtausche trügen zu weiten Teilen den Film, während die Rahmenhandlung über Genreklischees nicht herausrage. Zuschauerumfragen über CinemaScore ergaben eine Benotung von B+ auf einer Skala von A+ bis F.
Die Redaktion von Cinema schrieb: „Die explosive Actionkomödie wurde von Patrick Hughes (‚The Expendables 3‘) inszeniert und schlägt ein durchgängig flottes Tempo an. Originalität darf man von einem Ballerfestival wie ‚Killer’s Bodyguard‘ nicht erwarten, was durch die temperamentvolle Spielfreude von Ryan Reynolds und Samuel L. Jackson aber locker ausgeglichen wird. […] Fazit: Routinierter Actionthriller im Buddymovie-Stil mit flapsigen Sprüchen und souveränen Darstellerleistungen.“ Der Filmdienst urteilte: „Weder spannende noch amüsante, mit unnötiger Brutalität angereicherte Genre-Mixtur aus platt-coolen Kabbeleien und inflationär eingesetzten Schießereien, bei der sich schnell Überdruss ob der Zerstörungsorgie von Körpern und Fahrzeugen breitmacht.“ Antje Wessels bewertete den Film auf Filmstarts mit 3,5 von 5 möglichen Sternen und resümierte: „Die Hauptdarsteller sind mit Spaß bei der Sache und die Actionszenen strotzen vor Kreativität und Einfallsreichtum. Inhaltlich bietet ‚Killer’s Bodyguard‘ jedoch nicht allzu viel Neues, was sich auch in den austauschbaren Nebenfiguren widerspiegelt.“

### Einspielergebnis
In einem insgesamt schwachen US-Kinosommer 2017 führte Killer’s Bodyguard bei seinem US-Kinostart am Eröffnungsfreitag die Charts mit nur etwas über drei Millionen Dollar Umsatz an. Durch den Hurrikan Harvey und das Box-Großevent Conor McGregor gegen Floyd Mayweather Jr. wurde dies zu einem der schlechtesten Kino-Wochenenden des Jahres.

## Fortsetzung
Eine Fortsetzung mit dem Titel Killer’s Bodyguard 2 kam am 16. Juni 2021 in die US-amerikanischen Kinos.

## Trivia
- Das Gebäude und die Örtlichkeit des Internationalen Strafgerichtshofs in Den Haag haben in der Wirklichkeit und im Film nichts gemeinsam, abgesehen von der (vorgeblichen) Stadt ihrer Ansiedlung. Bei dem für die Außenaufnahmen verwendeten Gebäude handelt es sich um die Nationalbank in Sofia. Für eine im Film gezeigte Luftaufnahme des Gerichts wurde es geringfügig modifiziert und zusammen mit einem Nachbargebäude in einem Luftbild des Amsterdamer Dams an die Stelle des Königlichen Palastes montiert.[16]
- Im Rahmen der Verfolgungsjagd in Amsterdam hängt sich Kincaid kurzzeitig von außen an das Fenster einer fahrenden Straßenbahn. Diese und die ihr kurz zuvor entgegenkommende Bahn verkehren im Film im Linksverkehr, obwohl der Straßenverkehr in den Niederlanden im Rechtsverkehr betrieben wird.[17]